# Majka
Majka, pseudonimo di Péter Majoros (Ózd, 5 agosto 1979), è un rapper e personaggio televisivo ungherese.

## Biografia
Majka ha guadagnato popolarità col primo album in studio Az ózdi hős (2003), numero uno nella Album Top 40 slágerlista e certificato oro dalla Magyar Hangfelvétel-kiadók Szövetsége. Anche Történt, ami történt (2004) e Húz a szívem haza (2007) hanno riscosso successo, fermandosi rispettivamente al 10º e 22º posto in classifica.
Belehalok (2012), disco collaborativo con Curtis e BLR, è riuscito a scalare la graduatoria ungherese fino alla vetta e a ottenere la certificazione d'oro dalla MAHASZ. Due anni più tardi è stata la volta dell'album Swing, di minor successo, dopo essersi posizionato 33º.
Csurran, cseppen (2025) ha dominato la Single Top 40 slágerlista per nove settimane non consecutive, diventando la sua hit principale degli anni venti.

## Discografia

### Album in studio
- 2003 – Az ózdi hős
- 2004 – Történt, ami történt (feat. Tyson)
- 2007 – Húz a szívem haza
- 2012 – Belehalok (con Curtis e BLR)
- 2014 – Swing (con Curtis)

### Singoli
- 2007 – Bom Chicka Wah Wah (O bébi) (feat. Tyson & Joci Pápai)
- 2012 – Belehalok (con BLR e Curtis)
- 2013 – Nekem ez jár (con Curtis e BLR feat. Joci Pápai)
- 2014 – Megy a boogie (con Dynamic e Curtis)
- 2015 – Kínálj meg! (con Curtis)
- 2015 – Mikor a test örexik (con Joci Pápai)
- 2016 – Eléglesz (feat. Zsuzsi Kollányi)
- 2016 – Senki más (con Joci Pápai)
- 2016 – 15 év (feat. Zsuzsi Kollányi)
- 2017 – Partykarantén (A mi dalunk)
- 2017 – U, u, u (con i Senkise)
- 2017 – Mindenki táncol /90'/
- 2018 – Valami rap (con Curtis e Anna Pásztor)
- 2018 – Irány Sopron! (con Curtis feat. Joci Pápai)
- 2018 – Füttyös (con Curtis e Viktor Király)
- 2018 – Meztelen (con Tamás Horváth)
- 2019 – Filter (con Viktor Király)
- 2019 – Supersonal 2
- 2019 – Hidegvérrel (con Essemm)
- 2020 – Újra úton (con i New Level Empire)
- 2020 – A csúcson túl (con Nika)
- 2021 – Szavak nélkül (con Curtis e Nika)
- 2021 – Hajnali fény (feat. Szilvi Agárdi)
- 2021 – Nekem te ne (con Tamás Horváth)
- 2021 – Aureola (con Żyleta)
- 2022 – Jöttem, ahogy jöttem (con Curtis)
- 2022 – Znasz mnie? (con Koro e Radar feat. Walek & Dziq)
- 2022 – Barokk (con Joci Pápai)
- 2022 – Azt beszélik a városban (con Tamás Horváth)
- 2023 – Pillangó (con Kaly Roland)
- 2023 – Balhé (con Nika)
- 2024 – Visszapillantó (con Tamás Molnár)
- 2024 – Oda se figyelek (con Sznolnoki)
- 2025 – Csurran, cseppen